# ME/CVS-Stichting Nederland
MECVS Nederland is de oudste Nederlandse patiëntenorganisatie en zet zich in voor de versterking en verbetering van de positie van mensen met myalgische encefalomyelitis (ME) of chronischevermoeidheidssyndroom (CVS). De stichting ontvangt subsidie van het Fonds PGO van het Ministerie van VWS, is een Algemeen Nut Beogende Instelling (ANBI) en is een door het CBF erkend goed doel.

## Geschiedenis
De stichting werd in 1987 opgericht als ME-Stichting naar aanleiding van een artikel in Viva over de op dat moment in Nederland nauwelijks bekende aandoening myalgische encefalomyelitis, en trok in korte tijd 2750 donateurs. Later werden de naam en de doelgroep aangepast, omdat men ME als synoniem voor CVS beschouwde. Op het hoogtepunt eind jaren 1990 telde de organisatie bijna 8.000 donateurs. Rond 2010 was dit aantal weer ongeveer terug op het beginpunt.
De stichting geeft sinds begin 1988 het kwartaalblad MEdium uit en was enkele malen betrokken bij uitzendingen op televisie.
Na klachten van patiënten dat het bestuur van de stichting onvoldoende rekening hield met hun wensen, werd in 2004 een poging gedaan om de organisatie te democratiseren. Daartoe richtte het bestuur van de stichting een ME/CVS-vereniging op, die het werk van de stichting zou overnemen. Toen op de tweede vergadering bleek dat de meerderheid van de aanwezige patiënten het niet eens was met de voorziene koers, statuten en bestuurssamenstelling, werd de vereniging evenwel door het bestuur opgeheven en ging de stichting op de oude voet verder. Een aantal patiënten begon daarop in 2005 zelf de ME en CVS Vereniging, een jaar later omgedoopt tot ME/CVS Vereniging (vanaf 2012 na een doorstart de ME/cvs Vereniging, om het accent op de toevoeging CVS - chronisch vermoeidheidsyndroom - af te zwakken).

## Missie & visie
De MECVS Nederland komt op voor mensen met ME/CVS door: 
- Het streven naar brede herkenning en erkenning van ME/CVS als een niet aangeboren, chronische en complexe multisysteemziekte, met invaliderende gevolgen.
- Het bieden van (een platform voor) contact voor mensen met ME/CVS en hun omgeving.
- Als kenniscentrum voor ME/CVS bij te dragen aan het delen van informatie, kennis en ervaringen.
- Met vooruitstrevendheid bij te dragen aan de genezing van ME/CVS, onder andere door vanuit ons netwerk een bijdrage te leveren aan wetenschappelijk onderzoek gericht op de genezing van ME/CVS.

MECVS Nederland richt zich hiervoor op mensen met ME/CVS, hun omgeving, zorgaanbieders en beleidsmakers.
In 2017 heeft de stichting een nieuwe beleidsvisie "ME in Nederland" uitgebracht.

## Over ME en CVS
Er is nog steeds discussie over de namen “ME” en “CVS”. Volgens sommigen zijn ME en CVS synoniemen, volgens anderen zijn het verschillende aandoeningen. Hoewel de twee ziektedefinities verschillen, nemen de meeste wetenschappers aan dat ze betrekking hebben op dezelfde aandoening.
MECVS Nederland wil herkenbaar en vindbaar zijn voor artsen en patiënten, los van het diagnostisch label dat men gebruikt. Om deze reden maakt de stichting vooralsnog geen onderscheid tussen ME of CVS, en gebruikt het combinatiebegrip ME/CVS.
MECVS Nederland vindt dat op den duur de naam chronischevermoeidheidssyndroom (CVS) moet verdwijnen, vanwege het stigmatiserende karakter van de naam. De term myalgische encefalomyelitis (ME) heeft het meeste draagvlak onder patiënten, en wordt door hen aanbevolen als toekomstige naam voor de ziekte.

## Over SOLK
In Nederland kennen artsen het paraplubegrip “somatisch onvoldoende verklaarde lichamelijke klachten” (SOLK). Veel artsen zien ME/CVS als een vorm van SOLK.
SOLK is gebaseerd op het biopsychosociaal model, dat een hulpmiddel is voor klachtanalyse met een sterk psychologische invalshoek (en dus geen ziektemodel is). Voor patiënten waarbij - conform het uitgangspunt - somatische pathologie vrijwel kan worden uitgesloten, kan deze aanpak goede resultaten opleveren.
In theorie biedt de SOLK-standaard de huisarts de mogelijkheid terug te schakelen naar biomedisch onderzoek, indien de patiënt toch blijkt te lijden aan een biomedische pathologie. Dit betreft echter een expliciete uitzonderingssituatie. Het gevolg van deze hoge drempel is dat de patiënt een voornamelijk psychologisch traject in gestuurd wordt, waarbij de biomedische aspecten van de onderliggende ziekte geen of onvoldoende aandacht krijgen. Bij ME/CVS patiënten manifesteert dit risico zich veelvuldig.
Het IOM-rapport "Beyond Myalgic Encephalomyelitis/Chronic Fatigue Syndrome. Redefining an Illness" uit 2015 concludeert uit van de stand van de wetenschap dat ME/CVS een complexe multisysteem ziekte is, die de levens van patiënten op dramatische wijze ontwricht. Dit betekent dat ME/CVS erkenning verdient als biomedische ziekte, en de classificatie als somatoforme (DSM-4) of als somatisch-symptoom stoornis (DSM-5) onjuist is.

## Richtlijn CVS
In 2012 trad de MECVS Nederland op als de patiëntenvertegenwoordiger bij de totstandkoming van de Richtlijn “Diagnose, behandeling, begeleiding en beoordeling van patiënten met het chronisch vermoeidheidssyndroom (CVS)”, kortweg Richtlijn CVS, door het CBO.
Hoewel MECVS Nederland voorstander is van een nationale richtlijn, hebben zij de patiëntenversie van deze richtlijn niet goedgekeurd. Volgens de stichting ontbreken er belangrijke aanbevelingen op het gebied van diagnostiek, behandelingen en psychologische begeleiding. Deze richtlijn zou daarom een onvolledig en eenzijdig beeld van bestaande mogelijkheden geven.
In 2017 is de Gezondheidsraad bezig de Richtlijn 2013 te evalueren. De stichting is ook deze keer nauw betrokken bij het proces.